# Günter Schabowski
Günter Schabowski (Anklam, 4 januari 1929 – Berlijn, 1 november 2015) was een DDR-politicus. Hij is bekend als de persoon die op 9 november 1989 op een persconferentie ten onrechte aangaf dat de regels voor het reizen naar de Bondsrepubliek en West-Berlijn per direct versoepeld zouden worden, wat meteen tot een run op de grensposten leidde.

## Biografie
In 1946 sloot hij zich aan bij de (communistische) vakbond (FDGB) en in 1950 werd hij lid van de Freie Deutsche Jugend (FDJ), de communistische jeugdbeweging. In 1952 trad hij toe tot de SED (Sozialistische Einheitspartei Deutschlands). Na een studie journalistiek ging hij werken bij de partijkrant van de SED, Neues Deutschland.
Van 1978 tot 1985 was hij hoofdredacteur van Neues Deutschland. Van 1981 tot 1989 was hij lid van het centraal comité van de SED (secretaris van het centraal comité sinds 1986) en van 1984-1989 was hij lid van het Politbureau. Als secretaris van de SED in Oost-Berlijn zwaaide hij de scepter over die stad. Van 1981 tot 1990 was hij ook lid van de Volkskammer.
Vanaf oktober 1989 waren er in de gehele DDR protestdemonstraties tegen het harde regime van Erich Honecker. In oktober 1989 was hij samen met Egon Krenz betrokken bij de interne partij-coup tegen partijleider Honecker. Krenz werd nu secretaris-generaal van de SED en partijleider. Schabowski moest in november namens de SED besprekingen voeren met de oppositie. Door de aanhoudende protestdemonstraties besloot het centraal comité van de SED op 9 november 1989 om het vrije reizen naar het Westen toe te staan. 

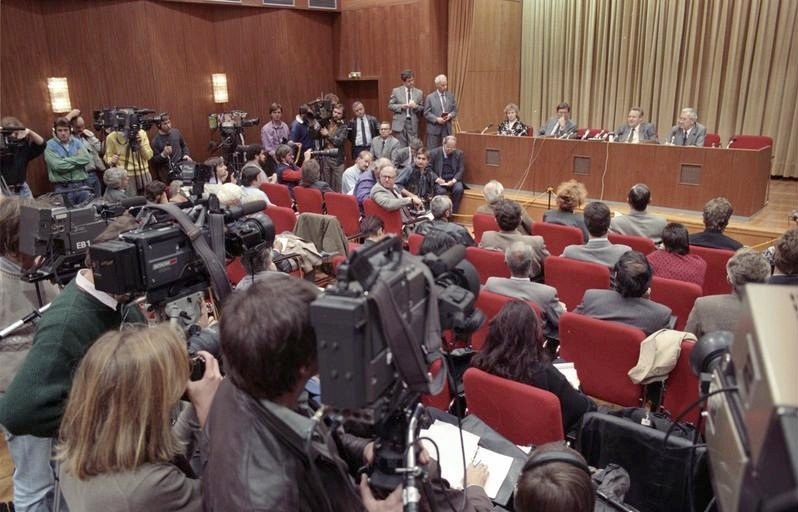
Persconferentie waarin de opening van de Muur werd verkondigd

Tijdens een persconferentie op de 9de november maakte Schabowski het nieuws wereldkundig. Toen een journalist hem vroeg wanneer het vrije reizen van kracht zou worden antwoordde Schabowski: Meteen, nu onmiddellijk. Maar de afspraak was dat het vrije reizen vanaf 10 november in zou gaan. Een menigte mensen was echter - direct na de persconferentie - naar de grensovergangen en de Berlijnse Muur gegaan om naar West-Berlijn te kunnen gaan. De grenswacht had echter geen instructies gekregen om de grenzen open te stellen en na enige uren besloot een aantal grenswachten, die gestationeerd waren op de Bornholmer Straße, op eigen initiatief de grenzen te openen. Dit luidde het einde van de DDR in.

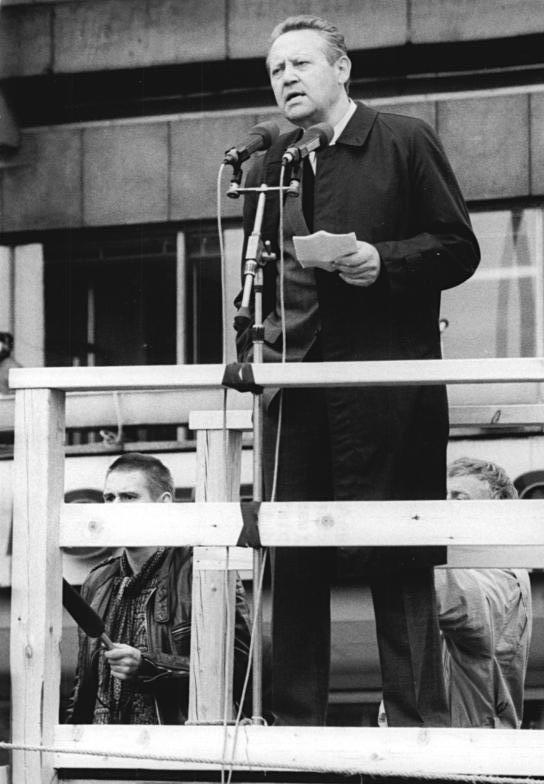
Schabowski op de demonstratie in Oost-Berlijn (1989)

Schabowski trad in december 1989 uit het centraal comité van de SED en in januari werd hij uit de partij gezet. Van 1999 tot 2000 zat hij in de gevangenis wegens zijn deelname aan het DDR-regime. In 2000 verkreeg hij amnestie.
Schabowski was een van de weinige vroegere SED-leiders, die zich openlijk over zijn medeverantwoordelijkheid voor de negatieve aspecten van de DDR hebben uitgelaten en op deze wijze aan de verwerking daarvan hebben bijgedragen. Hij stond kritisch tegenover de PDS, in veel opzichten de opvolger van de SED. In 2001 trad hij samen met Bärbel Bohley op als adviseur van de toenmalige CDU-kandidaat voor het burgemeesterschap van Berlijn, Frank Steffel.
Günter Schabowski overleed in 2015 op 86-jarige leeftijd.

## Citaten
- "Wat mij het meeste bedrukt is dat ik verantwoordelijkheid heb gedragen voor een systeem, waar mensen onder geleden hebben en dat repressief is opgetreden tegen mensen, die vanwege hun oppositie tegen dit systeem zijn vervolgd. Hun instelling was de juiste, mijn instelling was verkeerd. Wij waren niet in staat tot democratie, maar hebben gepoogd hen, bij gebrek aan betere argumenten, onze mening door middel van direct geweld op te leggen."
- "Daar stond ik dan op 9 november bij de grensovergang, en een medewerker van de MfS lichtte me in dat er voor het openen van de Muur geen bijzondere voorschriften golden. Pas weken later werd ik me bewust van de absurditeit, dat iemand van de Stasi geen bijzondere voorschriften had voor het openen van de Muur."
- "Ostalgie is niet mijn ding. Velen schijnt achteraf dat de DDR een land was met goede sociale voorzieningen. Maar de DDR is niet in de laatste plaats juist tenonder gegaan aan het feit dat zij door haar bedrijfseconomische inefficiëntie haar sociale voorzieningen niet meer kon financieren."[2]
- "Het marxisme gaat uit van de economische en politieke situatie in de negentiende eeuw, toen er nog geen kernwapens bestonden. Daarmee is het meteen achterhaald."[3]